# Łukie (jezioro na Ukrainie)
Jezioro Łukie (ukr. Луки) – jezioro krasowe położone na Polesiu Wołyńskim, w grupie Jezior Szackich w obwodzie wołyńskim na Ukrainie. W dwudziestoleciu międzywojennym teren, na którym położone jest jezioro, wchodził w skład Polski i znajdował się w powiecie lubomelskim należącym do województwa wołyńskiego. Obecnie jezioro Pulemieckie wchodzi w skład Szackiego Parku Narodowego.
Najpospolitsze ryby to: karaś, leszcz, lin, okoń, szczupak i węgorz oraz sztucznie wprowadzony amur biały.